# Lidtjärnen (Jörns socken, Västerbotten)
Lidtjärnen är en sjö i Skellefteå kommun i Västerbotten och ingår i Skellefteälvens huvudavrinningsområde. Sjön har en area på 0,0374 kvadratkilometer och ligger 232 meter över havet. Sjön avvattnas av vattendraget Lidtjärnbäcken.

## Delavrinningsområde
Lidtjärnen ingår i det delavrinningsområde (721132-171419) som SMHI kallar för Mynnar i Bastuträsket. Medelhöjden är 251 meter över havet och ytan är 9,23 kvadratkilometer. Det finns inga avrinningsområden uppströms utan avrinningsområdet är högsta punkten. Lidtjärnbäcken som avvattnar avrinningsområdet har biflödesordning 3, vilket innebär att vattnet flödar genom totalt 3 vattendrag innan det når havet efter 57 kilometer. Avrinningsområdet består mestadels av skog (78 procent) och sankmarker (15 procent). Avrinningsområdet har 0,04 kvadratkilometer vattenytor vilket ger det en sjöprocent på 0,4 procent.